# Rolf Graae
Rolf Saenger Graae (født 29. september 1916 i København, død 16. september 1996 i Hellerup) var en dansk arkitekt , der er kendt at have tegnet kirker og disses interiør.  Han anses  for at være en af Danmarks vigtigste orgeldesignere i det 20. århundrede.

## Tidlige liv
Graae var søn af en succesfuld bankansat og studerede kunsthistorie ved Københavns Universitet (1934-38) før han blev optaget ved ved det danske Akademi , hvorfra han dimitterede i 1943. Han samarbejdede med Mogens Koch, Kay Fisker, Eiler Græbe og Kaare Klint (1946-48).

## Karriere
Fra 1950 til 1991 var Graae koordinator for over 300 kirkers restaurering. I tillæg til disse projekter deltog han i planlægningen fire nybyggede kirker og flere andre relaterede værker. Hans stil er blevet sammenlignet med Kaare Klints, en af grundlæggerne af principperne for god dansk arkitektur. Hans restaureringsarbejder var først og fremmest baseret på kunstneriske formål. Han har afsluttet mere end 200 orgelprojekter og anses for at være Danmarks vigtigste orgeldesigner i det 20. århundrede.

## Udvalgte værker
- Østerlars Kirke, Bornholm, restaurering sammen med Paul Høm (1955)[2]
- Risbjerg Kirke, København, kirke design sammen med Helge Schønnemann (1959)[3]
- St. Clemens Kirke, Bornholm, restaurering og orgel design (fra 1960)[4]
- Stengård Kirke, Bagsværd, kirke design sammen med Vilhelm Wohlert (1962)[5]
- Frederiks Kirke, København, orgel design (1963)[6]
- Østermarie Kirke, Bornholm, restaurering (1964)[7]
- Margrethekirken, Valby, kirke design sammen med Vilhelm Wohlert (1971)[8][9]
- Sankt Jørgens Kirke (St George ' s Church), Næstved, kirke design sammen med Erling Jessen og Vilhelm Wohlert (1978)[10]
- Himmelev Kirke, orgel design (1985)[11]
- Bryndom Kirke, sydvest-og Sønderjylland, orgel design (1990)